# 마츠모토 모모나
마츠모토 모모나(일본어: 松本 ももな, 2002년 10월 12일~)는 일본의 여성 아이돌이자, 패션 모델이다. 현재 일본 여성 아이돌 그룹 타카네노 나데시코 소속으로 활동 중이다.